# 瀬名弌明
瀬名 弌明（せな かずあき）は、江戸時代前期の旗本。初め貞陳（さだのぶ）、貞盈（さだみつ）と称したが、のちに祖先にあたる瀬名弌秀の一字を取って弌明に改名した。

## 生涯
旗本瀬名清貞の四男として生まれる。寛文8年（1668年）2月21日、10歳のとき徳川家綱に初謁。延宝2年（1674年）7月12日に家督を継ぎ、小普請組入り。
延宝4年（1676年）4月26日に大番組に列し、元禄4年（1692年）11月19日に番を辞する。その後元禄8年（1695年）4月1日にふたたび大番に就任。元禄10年（1697年）7月26日には切米を知行にあらため、下総国匝瑳郡・香取郡内に知行地を拝領した。
元禄13年（1700年）10月12日、大坂城在勤の鉄砲奉行となり、正徳元年（1711年）6月15日に勤めを辞した。享保17年（1732年）8月26日に致仕、養子の俊光に家督を譲って一円と号する。
寛保3年（1743年）1月28日没。享年85。四谷の妙行寺に葬られる。以後、妙行寺が瀬名家代々の葬地となる。

## 系譜
『寛政重修諸家譜』によると、実子は女子3人であった。はじめ土屋家から氏明を迎えて婿養子としたが、男子のいないまま先立った。弌明は氏明の娘の一人を養女とし、久保家から俊光を迎えてその婿養子とした。
妻
- 正室：有馬則故の養女

子女
- 養子：瀬名氏明（せな うじあき）
土屋知義（つちや ともよし）の次男、母は某氏。通称甚五郎、初名は土屋知恒（ともつね）。寛文7年（1667年）生まれ。弌明の娘を娶り養子となり、弌明より1字を与えられて瀬名氏明に改名。元禄14年（1701年）1月28日に徳川綱吉に初謁、宝永6年（1709年）4月6日に大番に列した。しかし、正徳5年（1715年）1月19日に49歳で没した。娘が2人おり、1人は弌明の養女となって俊光の妻となる。もうひとりの娘は俊光の養女となった。
- 女子（瀬名氏明室）
- 女子
- 女子（落合豊久室）
- 養子：瀬名俊光
- 養女（瀬名氏明の娘、瀬名俊光室）